# Naczelna Prokuratura Wojskowa
Naczelna Prokuratura Wojskowa – najwyższa w hierarchii komórka organizacyjna wojskowej części prokuratury w Polsce, istniejąca do 4 kwietnia 2016.

## Zadania wojskowej części Prokuratury
Wojskowa część Prokuratury wykonywała zadania zbliżone do cywilnej części, jednak wobec żołnierzy i spraw związanych z Ministerstwem Obrony Narodowej, jemu podległym instytucjom i Siłami Zbrojnymi Rzeczypospolitej Polskiej.

## Naczelny Prokurator Wojskowy
Naczelny Prokurator Wojskowy był najwyższy po Prokuratorze Generalnym organ prokuratury w części wojskowej. Był on przełożonym prokuratorów Naczelnej Prokuratury Wojskowej oraz pozostałych prokuratorów wojskowych jednostek organizacyjnych prokuratury wojskowej.

### II Rzeczpospolita
W 1919 dekretem Naczelnika Państwa utworzono struktury prokuratury wojskowej. Naczelnym organem prokuratury w pionie wojskowym i zwierzchnikiem prokuratorów Naczelnej Prokuratury Wojskowej oraz prokuratorów pozostałych wojskowych jednostek organizacyjnych prokuratury został Naczelny Prokurator Wojskowy.
| Naczelny prokurator wojskowy | Okres sprawowania urzędu |
| ---------------------------- | ------------------------ |
| Aleksander Pik               | ??.01.1919 – ??.04.1924  |
| Edward Gruber                | ??.04.1924 – ??.05.1926  |
| Józef Daniec                 | ??.05.1926 – ??.12.1932  |
| Teofil Maresch               | ??.01.1933 – ??.09.1939  |
| Stanisław Szurlej            | ??.12.1943 – ??.06.1944  |
| Kazimierz Słowikowski        | ??.07.1944 – ??.06.1945  |
| Jerzy Węsierski              | ??.07.1945 – ??.09.1946  |

### PRL
W 1967 podporządkowano Prokuraturę Wojskową Prokuratorowi Generalnemu. Tym samym Naczelny Prokurator Wojskowy stał się zastępcą Prokuratora Generalnego, a Prokurator Generalny naczelnym organem całej prokuratury.
| Naczelny prokurator wojskowy | Okres sprawowania urzędu |
| ---------------------------- | ------------------------ |
| Jan Mastalerz                | 02.09.1944 – ??.01.1946  |
| Henryk Holder                | 21.03.1946 – ??.10.1948  |
| Antoni Skulbaszewski         | ??.10.1948 – 30.06.1950  |
| Stanisław Zarakowski         | 02.07.1950 – ??.04.1956  |
| Marian Ryba                  | ??.02.1957 – ??.07.1968  |
| Lucjan Czubiński             | 01.08.1968 – 25.03.1972  |
| Kazimierz Lipiński           | 25.03.1972 – 08.04.1975  |
| Józef Szewczyk               | 08.04.1975 – ??.04.1984  |
| Henryk Kostrzewa             | ??.04.1984 – ??.03.1990  |

### III Rzeczpospolita
Naczelny Prokurator Wojskowy był najwyższym po Prokuratorze Generalnym organem prokuratury w części wojskowej, będąc jednocześnie zastępcą Prokuratora Generalnego. Był on przełożonym prokuratorów Naczelnej Prokuratury Wojskowej oraz pozostałych prokuratorów wojskowych jednostek organizacyjnych prokuratury.
| Naczelny prokurator wojskowy                                       | Okres sprawowania urzędu  |
| ------------------------------------------------------------------ | ------------------------- |
| gen. bryg. Henryk Kostrzewa                                        | 04.1984 – 03.1990         |
| gen. dyw. Ryszard Michałowski                                      | 01.08.1990 – 05.12.2001   |
| gen. bryg. Janusz Palus                                            | 05.12.2001 – 31.03.2005   |
| gen. bryg. Wojciech Petkowicz                                      | 15.08.2005 – 12.06.2006   |
| p.o. płk Tomasz Chrabski                                           | 12.06.2006 – 14.05.2007   |
| Tomasz Szałek                                                      | 15.05.2007 – 03.12.2007   |
| p.o. gen. bryg. Zbigniew Woźniak                                   | 03.12.2007 – 20.02.2008   |
| gen.bryg. Krzysztof Parulski                                       | 20.02.2008 – 03.02.2012   |
| płk Jerzy Artymiak                                                 | 03.02.2012 – 29.02.2016   |
| p.o. Zastępcy Naczelnego Prokuratora Wojskowego płk Tadeusz Cieśla | od 1.03.2016 – 04.04.2016 |